# Pedro de Huete
Pedro de Huete (principis segle XVI - València, octubre de 1580) fou un impressor radicat a València, actiu en els anys centrals del segle xvi, i que dirigí el taller tipogràfic dels Mey des del seu casament amb Jerònima Galés el 1559 fins a la seva mort.

## Biografia
Abans de relacionar-se amb el matrimoni d'impressors Joan Mey i Jerònima Galés, poc se sap de Pedro de Huete. No es coneix ni el lloc de naixement, ni a què família pertany, ni la infància o joventut que tingué ni els estudis realitzats. El 3 d'agost de 1552,treballant en el món tipogràfic com a corrector, apareix implicat en la mort d'un impressor i, uns pocs mesos després, el 28 de novembre, signa com a testimoni una escriptura pública en la qual apareix Jerònima Galés. L'any 1554 ja té una clara relació amb els Mey, perquè hi surten fiadors d'un deute de Pedro de Huete.
El 3 d'agost de 1556, quan Joan de Mey portava mort més de mig any, es coneixen diverses escriptures públiques entre Pedro de Huete, Jerònima Galés i Antoni Sanahuja, llibreter i editor de nombroses publicacions del taller dels Mey. L'any següent, Jerònima Galés nomena procurador Pedro de Huete, primer en una qüestió singular, en les accions contra un empleat del taller tipogràfic –4 de gener– i després, el 26 d'abril, una procuració general. De tota manera, no es coneix des de quan Pedro de Huete treballava com a oficial al taller dels Mey.
L'any 1559 Pedro de Huete es casa amb Jerònima Galés, la propietària, per herència, del taller tipogràfic del seu difunt primer marit. Aquesta unió pretén assegurar l'empresa familiar i Pedro de Huete es converteix en suport, complement i col·laborador d'una empresària, viuda i mare de sis fills. Aquest mateix any, el 19 de juny, el Consell municipal augmenta la subvenció, de les 30 lliures que entregaven al taller familiar fins a aquest moment, a les 50 lliures anuals. Tot i que Pedro de Huete dirigeix la impremta, la seva muller també hi continua treballant, com quan publica en una de les obres que surten del taller, un sonet seu en el qual es mostra satisfeta d'haver exercit els seus coneixements i la seva experiència professional com a impressora.
Pedro de Huete arriba a la direcció de l'empresa sense massa diners, com un oficial expert i poc més. Si el 1562 Jerònima Galés l'havia inclòs com a hereu en el seu testament, el 1566, com havia aconseguit “tal augment en sa casa que la mia herèntia no li farà fretura”, Jerònima declara hereu directe el seu fill Felip Mey i deixa Pedro de Huete com a tutor i curador dels fills. El 25 de setembre de 1576 Pedro de Huete fa testament i deixa hereva a la seva muller a condició que mantingui la impremta a València.
Mor a la ciutat de València poc abans del 18 d'octubre de 1580, dia en què es redacta l'inventari dels seus béns. I fou soterrat, si es complí el seu darrer testament, a la capella de Nostra Senyora del Pòpulo de l'església de l'Hospital General de València. Joan Mey i Jerònima Galés, també elegiren l'Hospital General per a ésser soterrats, el que mostra una estreta vinculació familiar –i comercial– amb aquesta institució.

## L'activitat tipogràfica

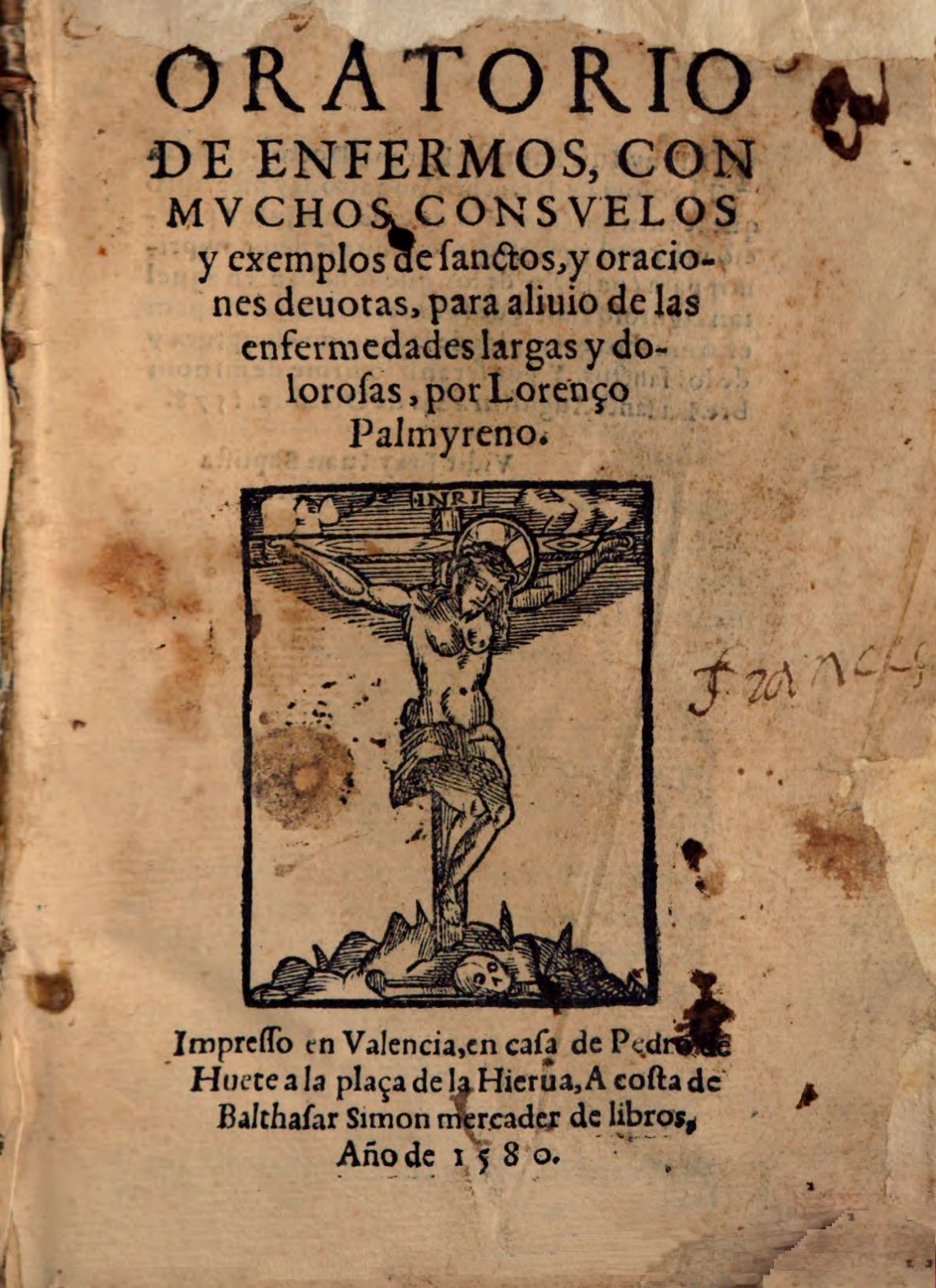
Portada de l'obra Oratorio de enfermos (1580) de Juan Lorenzo Palmireno.

El temps que Pedro de Huete dirigeix la impremta es pot dividir en dos períodes si es té en compte el peu d'impremta: en el primer, fins a 1568, es torna a utilitzar el nom del fundador de l'empresa tipogràfica, Joan Mey, mentre el segon període, després d'aquesta data i fins a la seva mort, utilitza el seu nom. Dels més de 200 títols que surten de les premses, en el primer període són quasi un centenar i en el segon període arriben a les 124 obres. Segueix utilitzant la marca d'impressor de Joan Mey fins a 1568 i, després, tot i que en poques ocasions, una marca d'impressor formada per un griu agafant una argolla que sosté un àbac, del qual surt una cadena que enganxa un globus alat. Les obres publicades en el taller tipogràfic poden agrupar-se en 6 grups:
- Els manuals universitaris. Són les obres amb més edicions –Juan Lorenzo Palmireno, tot sol, destaca amb 55 edicions i, molt allunyat, Andreu Sempere amb 7 edicions–[12] com Progymnasmata dialectica (1559) de Francisco Loscos, Ex Hippocratis et Galeni monumentis isagoge summa diligentia decerpta ad faciendam medicinam, non minus utilis quam necessaria (1561) de Lluís Collado, Secundae classis praepositi de conscribendis epistolis, liber unus (1564) de Francesc Joan Bardaxí, institutiones Arithmeticae ad percipiendam astrologiam et Mathematicas facultates necessarie (1566) de Jeroni Munyós, Escalera filosófica (1569) de Juan Lorenzo Palmireno o Grammatica Latinae institutionem (1575) d'Andreu Sempere.
- Els clàssics grecollatins, també estan adreçats al món universitari, com Marci Tulli Ciceronis in Marcum Antonium in senatu Philippica septima (1559) o Gestorum Romanorum epitome quatuor in libros sic distributa (1563) de Luci Anneu Flor.
- Els llibres de caràcter religiós com Sermón de la encarnación (1559) de Jeroni Araus, Contemptus mundi (1560) de Tomàs de Kempis, Breu instructió de la doctrina christiana (1561) de Francisco de Navarra, Exercitatorio de la vida espiritual (1564) de García Jiménez de Cisneros, Les instructions e ordinacions per als novament convertits del regne de València (1566) de Martín Pérez de Ayala, Praecipua et maxime necessariae Materiae e Summa Theologiae dominum Thomae de Aquino (1570) de Francesc de Borja, Arte dada del mismo Dios para le servir perfectamente (1574) de Rodrigo de Solís, Missale romanum, ex decreto sacrosancti Concilii Tridentini restitutum. Pii V Pontificis Maximi iussu editum (1577) o Meditaciones, soliloquios y manual de sant Agustín (1580) de Juan Calvi.
- Les obres històriques o jurídiques promogudes per les institucions civils com Primera parte de la coronica general de toda España y especialmente del reyno de Valencia (1563) de Pere Antoni Beuter, Furs, capitols, provisions e actes de cort fets y atorgats ... en les corts ... de Monço, any MDLXIIII (1565), Reals pragmaticas concernents al ordre de la real audiencia del de Valencia, y altre cosas del bon gobern (1577) o Institucions dels furs y privilegis del regne de Valencia eo summari e reportori de aquells (1580) de Pere Jeroni Taraçona.
- Les obres d'entreteniment o de caràcter popular com Los siete libros de la Diana (1559) de Jorge de Montemayor, Primera parte de las obras (1560) d'Ausiàs March, El buen aviso y portacuentos (1564) de Joan Timoneda o Compendio llamado El deleytoso (1566) de Lope de Rueda.
- Altres materials de pocs fulls, moltes vegades publicats sense peu d'impremta, que complementen els guanys obtinguts pels altres grups: fulls volanders d'imatges de sants, salms, butlles d'indulgències o publicacions d'ordres de les administracions públiques, o quaderns relatius a processos jurídics entre privats, famílies o institucions.[16]